# Ralf Lempke
Ralf Lempke (* 3. Mai 1956 in Cottbus) ist ein ehemaliger deutscher Fußballspieler im offensiven Mittelfeld. Er spielte für die BSG Energie Cottbus in der DDR-Oberliga.

## Karriere
Lempke durchlief die Jugendabteilungen bei der BSG Energie Cottbus bis zur ersten Mannschaft. Dort debütierte er in der Oberliga am 12. Spieltag der Saison 1975/76, als er bei der 0:2-Niederlage gegen den 1. FC Lokomotive Leipzig am 13. Dezember 1975 in der Startelf stand. In dieser Spielzeit kam Lempke noch fünf weitere Male zum Einsatz. Nach dem Abstieg in die zweitklassige DDR-Liga absolvierte er zehn Partien für Cottbus, in denen er drei Tore schoss. In den folgenden vier Spielzeiten wurde er häufig eingesetzt und erzielte insgesamt zehn Treffer. Nach dem Aufstieg in die Oberliga 1981 löste Lempke Peter Zierau als Mannschaftskapitän ab, der wegen seiner Westverwandtschaft in der Oberliga nicht spielberechtigt war. 1981/82 absolvierte Lempke 25 von 26 Spielen und schoss auch drei Tore. Sein Premierentor erzielte er am 14. Spieltag, als er am 20. Februar 1982 in der 12. Minute zur 0:2-Führung gegen Rot-Weiß Erfurt traf; das Spiel endete 2:2. Nach dem direkten Wiederabstieg zeigte er weiterhin konstant gute Leistungen. Nach vier Jahren in der DDR-Liga mit 111 Spielen und 17 Toren kehrte die BSG Energie Cottbus erneut in die Oberliga zurück. Dort absolvierte Lempke alle 26 Partien, in denen ihm ein Treffer gelang. In seiner letzten Saison kam er in der DDR-Liga zwar noch in 31 DDR-Liga-Spielen zum Einsatz, wurde jedoch häufig ein- oder ausgewechselt. Zwischen 1990 und 1993 trat er noch für den Schmogrower SV als Spielertrainer an.
Nach seiner Profikarriere bei der BSG Energie Cottbus wirkte er in mehreren Positionen im Verein (Marketingleiter, Sportlicher Leiter, Teammanager). Derzeit ist er als Leiter im Marketing tätig.